# Дегерфорс (комуна)
Комуна Дегерфорс (швед. Degerfors kommun) — адміністративно-територіальна одиниця місцевого самоврядування, що розташована в лені Еребру у центральній Швеції.
Дегерфорс 205-а за величиною території комуна Швеції. Адміністративний центр комуни — місто Дегерфорс.

## Населення
Населення становить 9 496 чоловік (станом на вересень 2012 року). 
| Кількість населення комуни Дегерфорс за 1970-2010 роки | Кількість населення комуни Дегерфорс за 1970-2010 роки | Кількість населення комуни Дегерфорс за 1970-2010 роки | Кількість населення комуни Дегерфорс за 1970-2010 роки | Кількість населення комуни Дегерфорс за 1970-2010 роки |
| ------------------------------------------------------ | ------------------------------------------------------ | ------------------------------------------------------ | ------------------------------------------------------ | ------------------------------------------------------ |
| Рік                                                    |                                                        |                                                        | Населення                                              |                                                        |
| 1970                                                   | 1970                                                   |                                                        | 11 840                                                 | 11 840                                                 |
| 1975                                                   | 1975                                                   |                                                        | 12 153                                                 | 12 153                                                 |
| 1980                                                   | 1980                                                   |                                                        | 12 246                                                 | 12 246                                                 |
| 1985                                                   | 1985                                                   |                                                        | 11 912                                                 | 11 912                                                 |
| 1990                                                   | 1990                                                   |                                                        | 11 701                                                 | 11 701                                                 |
| 1995                                                   | 1995                                                   |                                                        | 11 396                                                 | 11 396                                                 |
| 2000                                                   | 2000                                                   |                                                        | 10 544                                                 | 10 544                                                 |
| 2005                                                   | 2005                                                   |                                                        | 10 093                                                 | 10 093                                                 |
| 2010                                                   | 2010                                                   |                                                        | 9 641                                                  | 9 641                                                  |
| Джерело: SCB                                           |                                                        |                                                        |                                                        |                                                        |

## Населені пункти
Комуні підпорядковано 3 міські поселення (tätort) та низка сільських, більші з яких:
- Дегерфорс (Degerfors)
- Сварто (Svartå)
- Оторп (Åtorp)

## Галерея

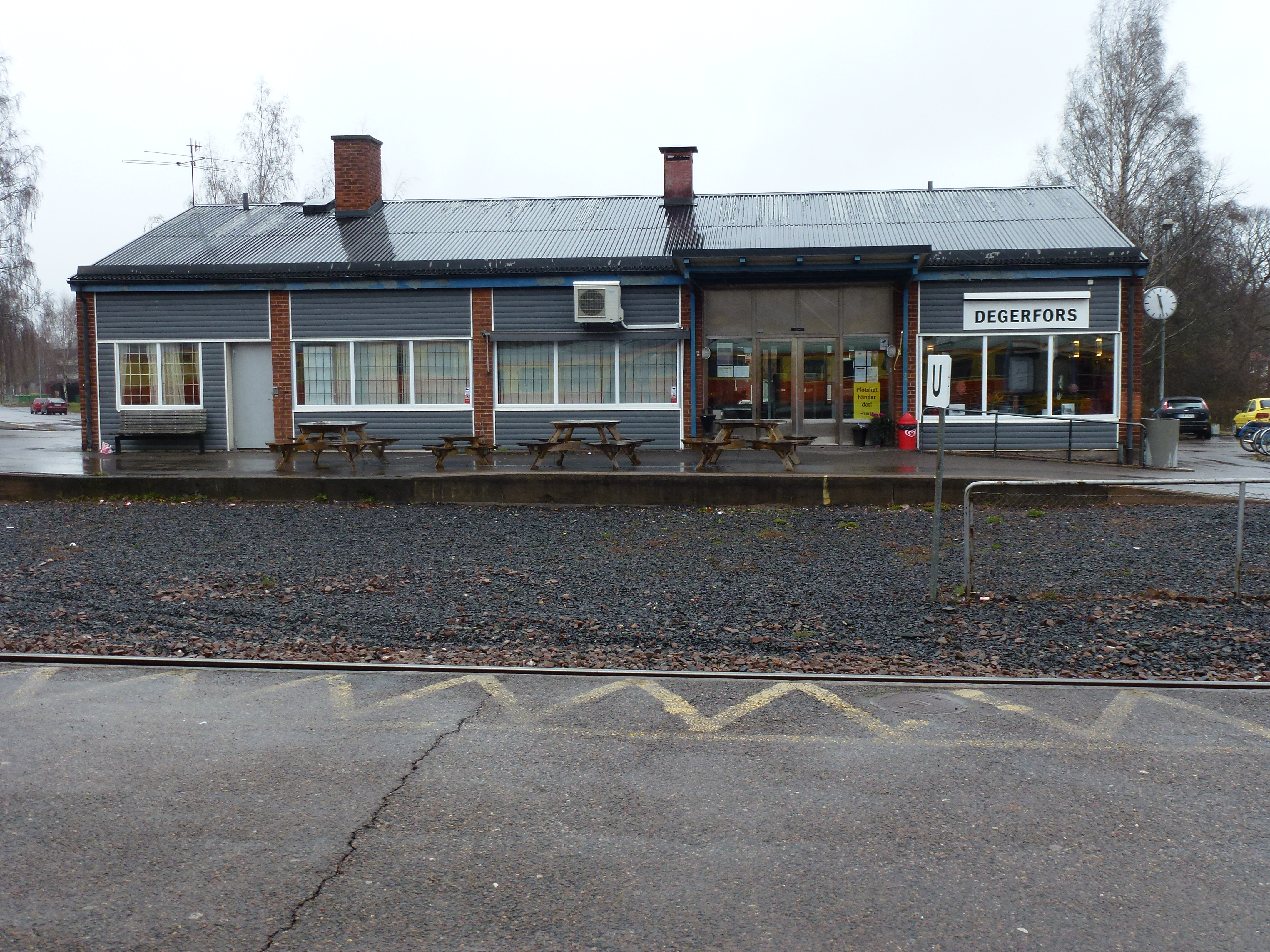
Залізнична станція Дегерфорс
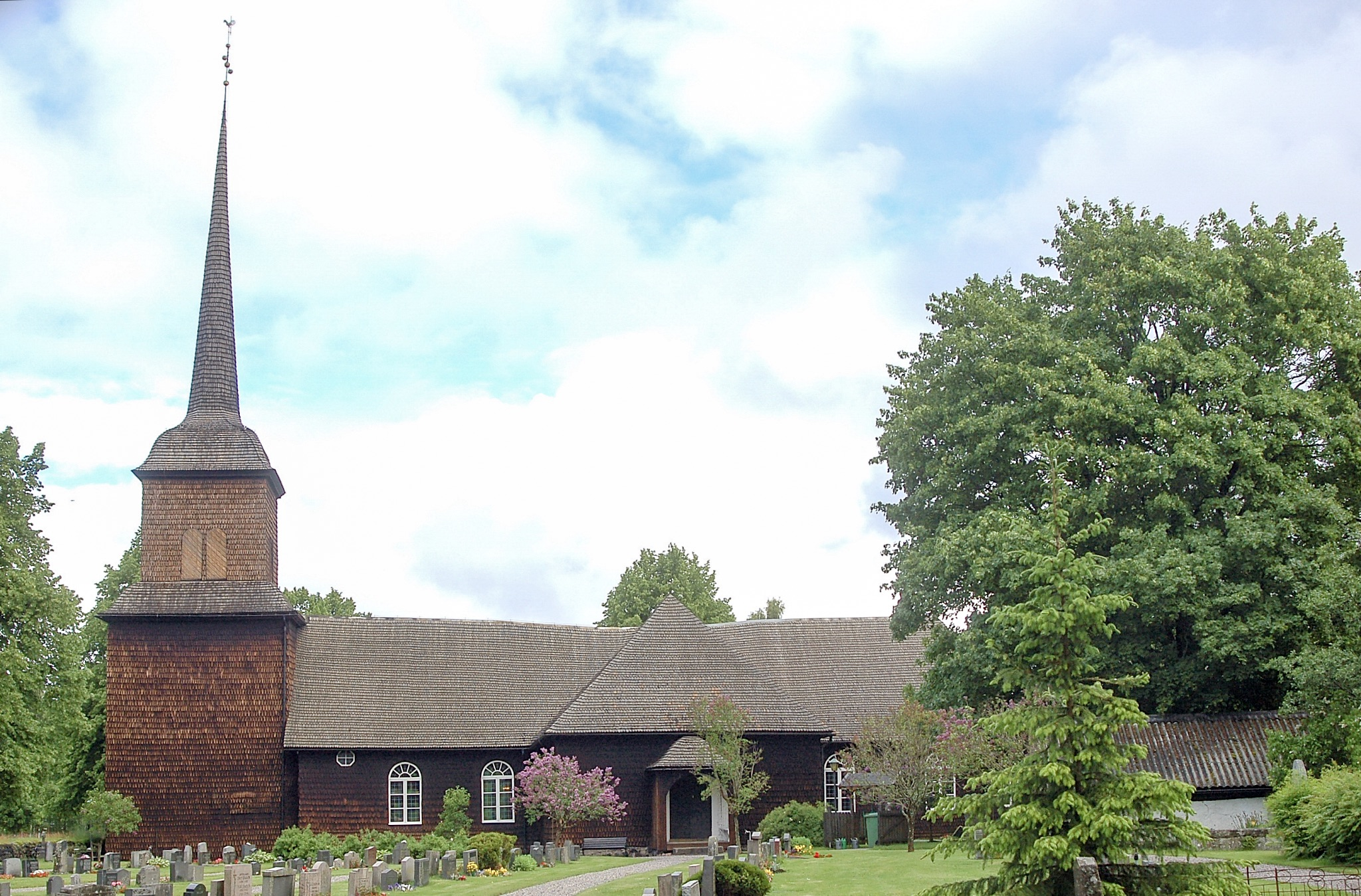
Церква (Оторп)
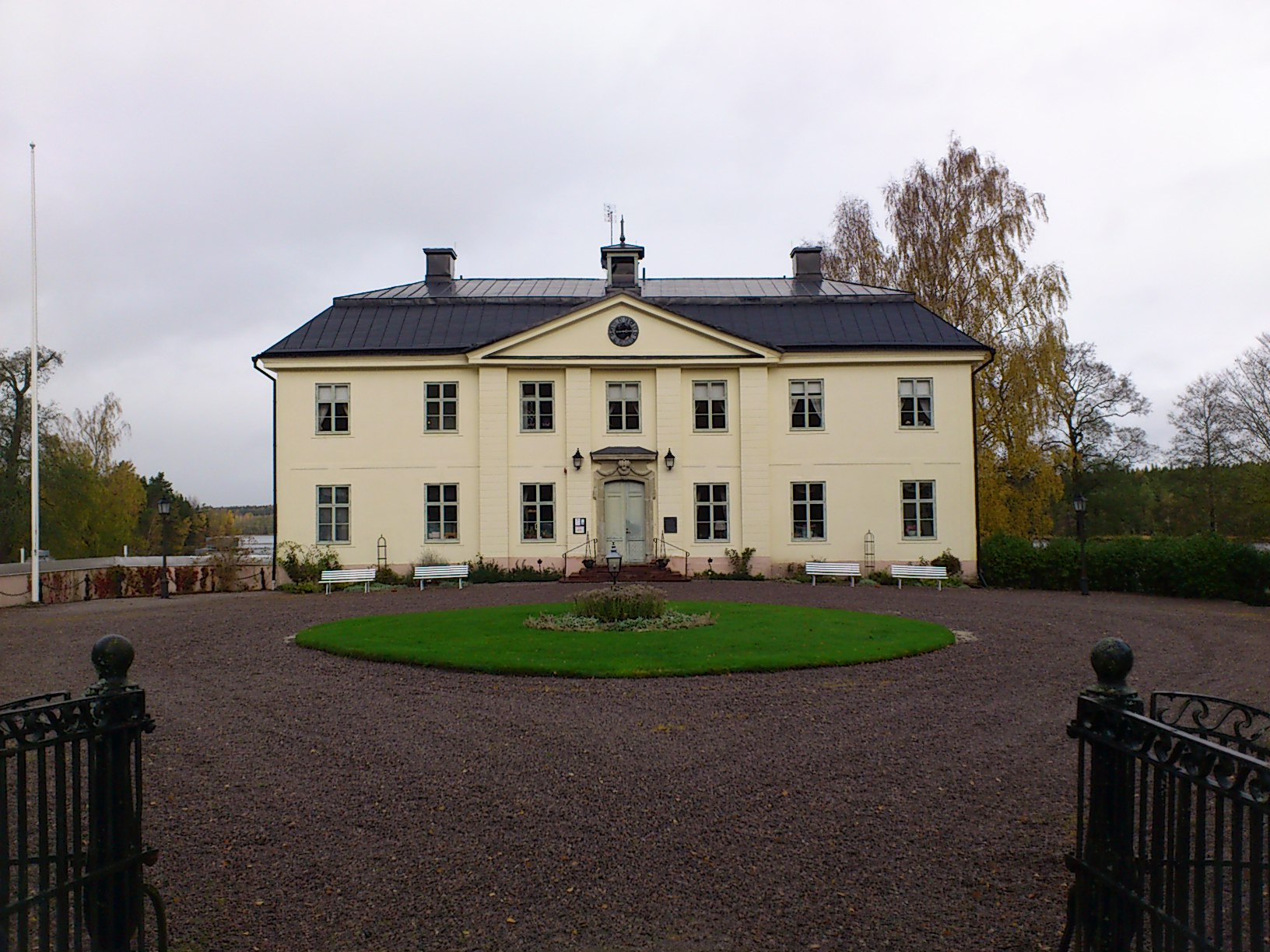
Готель у Сварто
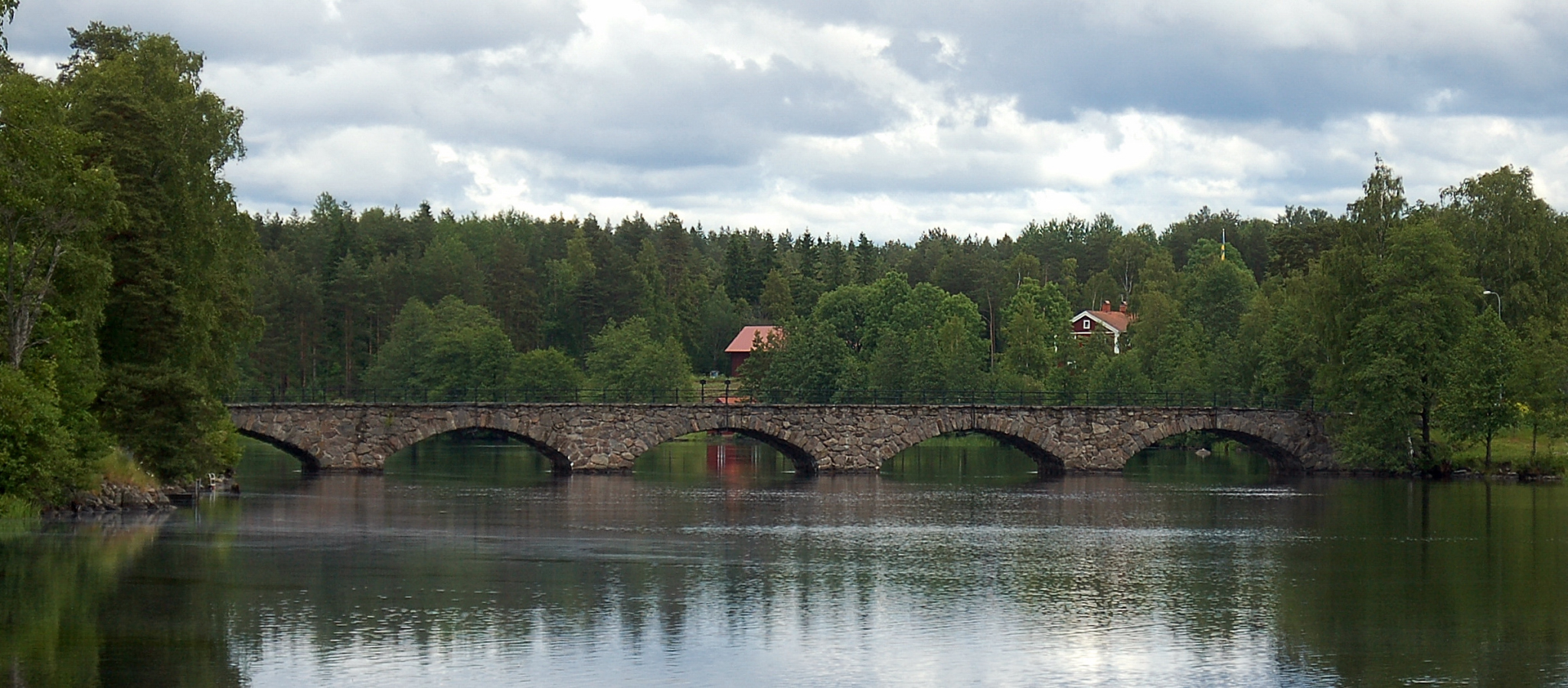
Кам'яний міст у Оторпі

## Виноски
1. ↑  https://www.svt.se/nyheter/lokalt/orebro/har-ar-styret-som-tar-over-i-degerfors
2. ↑  https://www.svt.se/nyheter/lokalt/varmland/hon-tar-over-i-degerfors-1
3. ↑  Folkmangd i riket, lan och kommuner (шв.) . Центральне бюро статистики Швеції. Архів оригіналу за 20 серпня 2013. Процитовано 10 лютого 2013.